# Bruno Ganz
Bruno Ganz   (Zúric, 22 de març de 1941 - Au, 16 de febrer de 2019) fou un actor en llengua alemanya, i un dels mes reconeguts actors suïssos.
Va assolir celebritat internacional per la seva interpretació de l'àngel Damiel a Der Himmel über Berlin (traduït com a Les ales del desig o literalment El cel sobre Berlín) i pel seu paper d'Adolf Hitler al controvertit film Der Untergang del 2004, tot i que comptava ja amb una prèvia i important carrera teatral i cinematogràfica. Fou portador de l'Anell d'Iffland.

## Biografia
Fill d'un mecànic suís i d'una italiana, abans d'acabar el batxillerat Ganz ja havia decidit convertir-se en actor. Va assistir a la Hochschule für Musik und Theater de Zúric, i va debutar el 1961, i després a Göttingen.
El 1960, a l'edat de 19 anys, va interpretar el seu primer paper al film Der Herr mit der Schwarzer Melone (L'home del barret negre). I Gustav Knuth, un dels actors principals, va creure en les habilitats interpretatives de Ganz. Entre 1964 i 1969 va ser part de l'ensemble del Teatre Goethe a Bremen treballant amb directors com Luc Bondy, Dieter Dorn, Peter Stein, Klaus Michael Grüber, etc. Interpretant Hamlet i Macbeth de Shakespeare, Peer Gynt d'Ibsen, «Kabale und Liebe» de Friedrich von Schiller, i peces de Goethe, Maxim Gorki, Friedrich Hölderlin, Heinrich von Kleist, Bertolt Brecht, Frank Wedekind, Eurípides, etc.
Bruno Ganz va ser membre del grup teatral del Berliner Schaubühne i el 1972 va fer el seu debut al Festival de Salzburg dirigit pel director Claus Peymann, en les primeres presentacions de Der Ignorant und der Wahnsinnige, de Thomas Bernhard. El 1976 va treballar en cinema a Lumiere dirigida per Jeanne Moreau i el 1979 a Nosferatu, dirigida per Werner Herzog. La seva col·laboració amb Wim Wenders comença el 1977 amb Der amerikanische Freund ("L'amic americà") prosseguint amb la internacionalment guardonada Der Himmel über Berlin (Les ales del desig) on interpreta Damiel, l'àngel que desitja convertir-se en un humà comú i la seva seqüela de 1993 In weiter Ferne, so nah!. Ha treballat a més amb Éric Rohmer, Mauro Bolognini, Francis Ford Coppola, Theo Angelópulos, Rainer Kaufmann, Stephen Daldry, Volker Schlöndorff i altres importants cineastes.
El 1986 va interpretar Prometeu d'Èsquil i El misantrop de Molière en teatre. Entre 1990 i 1991 va donar veu a dos personatges en l'adaptació radiofònica en alemany de la novel·la de Douglas Adams Life, Universe and Everything (Judiciary Pag and Prakan) produïda per Südwestfunk (actualment Südwestrundfunk) i pel Bayerische Rundfunk. El 2000 va interpretar el seu paper estel·lar en la producció de tretze hores de Peter Stein, Faust I i II de Goethe.
El 2004, va interpretar Adolf Hitler, com a protagonista del film Der Untergang (L'enfonsament) del productor Bernd Eichinger. Abans d'aquest film, les produccions alemanyes només solien mostrar Hitler en escenes molt curtes o d'esquena. Per a la seva memorable encarnació va investigar quatre mesos la preparació del rol. Com a relator en obres simfònicocorals ha participat en el registre d'Il cant sospeso de Luigi Nono i Egmont de Beethoven amb l'Orquestra Filharmònica de Berlín dirigida pel seu amic Claudio Abbado, el 1991 des del Schauspielhaus berlinès. Va participar en Hearing the Silence de Paul Smaczny, un documental sobre Claudio Abbado.
Bruno Ganz estava separat de la seva esposa Sabine, amb qui es va casar el 1965 i va tenir el seu fill Daniel el 1972. Visqué a la seva ciutat natal, Zúric, a Venècia i a Berlín.

## Premis[5]
- 1973 - Actor de l'any (Schauspiel des Jahres) atorgat a per la revista alemanya Theater heute
- 1976 - Bundesfilmpreis
- 1979 - Deutscher Darstellerpreis (Chaplin-Schuh)
- 1991 - Hans-Reinhart-Ring de la Schweizerische Gesellschaft für Theaterkultur
- 1996 - Katrein-Ring.
- 2000 - Schweizer Filmpreis.
- 2000 - Premi David di Donatello per Pane i tulipani.
- 2001 - Schweizer Filmpreis per Pane i tulipani.
- 2001 - Berliner Filmpreis.
- 2004 - Bavarian Film Award, millor actor per L'enfonsament.
- 2004 - Bambi (premi) per L'enfonsament.
- 2006 - «Actor de l'any», premi ALFS de laLondon Critics Circle Film per L'enfonsament.[9]
- 2006 - Kunstpreis de la ciutat de Zuric
- 2006 - Österreichisches Ehrenzeichen für Wissenschaft und Kunst (Premi de la Ciència i Art Austríac)
- 2008 - Die Europa, premi del festival de Braunschweig.

## Filmografia
- The Party (2017)
- Heidi, 2015[10][11]
- Amnesia, 2015
- Remember, 2015[12]
- In Order of Disappearance, 2014
- Night Train to Lisbon, 2013
- Michael Kohlhaas, 2013
- The Counselor, 2013
- Sense identitat, 2011
- Satte Farben vor Schwarz (Colours in the Dark), 2010
- Das Ende ist mein Anfang (The End Is My Beginning), 2010
- Η Σκόνη του Χρόνου (The Dust of Time), 2008
- The Reader (2008)
- Der Baader Meinhof Komplex (2008).
- Ein Starker Abgang (2008).
- Youth Without Youth (2006), amb Tim Roth i Alexandra Maria Lara, direcció de Francis Coppola.
- No tinguis por: La vida de Joan Pau II (2005).
- Der Untergang (2004), amb Heino Ferch, Ulrich Matthes, Corinna Harfouch, Birgit Minichmayr i Juliane Köhler.
- The Manchurian Candidate (2004), interpretant Richard Delp.
- Luter (2003), amb Joseph Fiennes, Alfred Molina, Peter Ustinov, Uwe Ochsenknecht i Mathieu Carrière.
- Behind Me - Bruno Ganz (2002)
- Epsteins Nacht (2002), Nit d'Epstein, amb Mario Adorf i Otto Tausig.
- Johann Wolfgang von Goethe: Faust (2001),
- Pane e tulipani (Pa i Tulipa, 2000) de Silvio Soldini
- Mia aioniotita kai mia mera (L'eternitat i un dia, 1998) direcció de Theo Angelópulos.
- Saint-Ex (1997), com l'escriptor i aviador Antoine de Saint-Exupéry.
- L'Absence (1994), direcció de Peter Handke.
- In weiter Ferne, so nah!, (Tan lluny, tan a prop!, 1993) Direcció de Wim Wenders.
- Brandnacht (1992), Nit en flames, amb Suzanne von Borsody i Dietmar Schönherr.
- La Domenica Special (1991), com Vittorio, amb Nicoletta Braschi i Ornella Muti.
- Erfolg (Triomf, 1991), amb Franziska Walser, Peter Simonischek, Mathieu Carrière, Thomas Holtzmann, Jutta Speidel i Gustl Bayrhammer.
- Strapless, (1989), amb Blair Brown i Bridget Fonda.
- Der Himmel über Berlin (1987), direcció de Wim Wenders.
- Krieg und Frieden (1983), La guerra i la pau.
- Die Fälschung (Cercle d'enganys, 1981), amb Hanna Schygulla, Gila von Weitershausen, i direcció de Volker Schlöndorff.
- La Dame aux camèlies (La dama de les camèlies, 1980) amb Isabelle Huppert i Clio Goldsmith.
- Der Erfinder (1980), traduïble com L'inventor, interpreta Jakob Nüssli
- 5% de Risques (1980), interpreta David, amb Jean-Pierre Cassel.
- Retour à la ben-aimée (1979), Retorn a l'estimada, amb Isabelle Huppert.
- Nosferatu (1979), amb Klaus Kinski, Isabelle Adjani i Roland Topor, direcció de Werner Herzog.
- Els nens del Brasil (The Boys from Brazil) (1978). Amb Gregory Peck, Laurence Olivier i Lilli Palmer.
- Die Linkshändige Frau (1977), La dona esquerrana, amb Edith Clever, Michael Lonsdale, Angela Winkler, Bernhard Wickie, Bernhard Minetti i Gérard Depardieu, amb direcció de Peter Handke.
- Der amerikanische Freund (1977), direcció de Wim Wenders.
- Die Wildente (1976), Ànec salvatge, interpreta Gregors, amb Anne Bennent.
- Die Marquise von O. (1976), La marquesa d'O .., amb Edith Clever, Otto Sander, Ruth Drexel, i direcció d'Éric Rohmer.
- Lumière (1976) de Jeanne Moreau.
- Sommergäste (1976), Hostes d'Estiu, amb Edith Clever, Jutta Lampe, direcció de Peter Stein.
- Chikita (1961).
- Der Herr mit der Schwarzer Melone (1960) L'home del barret negre.